# Précey
Précey ist eine französische Gemeinde mit 567 Einwohnern (Stand: 1. Januar 2022) im Département Manche in der Region Normandie. Sie gehört zum Arrondissement Avranches und zum Kanton Pontorson. 
Nachbargemeinden sind Céaux und Servon im Nordwesten, Pontaubault im Nordosten, Juilley im Osten und Crollon im Süden und Südwesten.

## Bevölkerungsentwicklung
| Jahr      | 1962 | 1968 | 1975 | 1982 | 1990 | 1999 | 2008 | 2018 |
| --------- | ---- | ---- | ---- | ---- | ---- | ---- | ---- | ---- |
| Einwohner | 443  | 401  | 406  | 356  | 341  | 338  | 466  | 567  |

## Sehenswürdigkeit

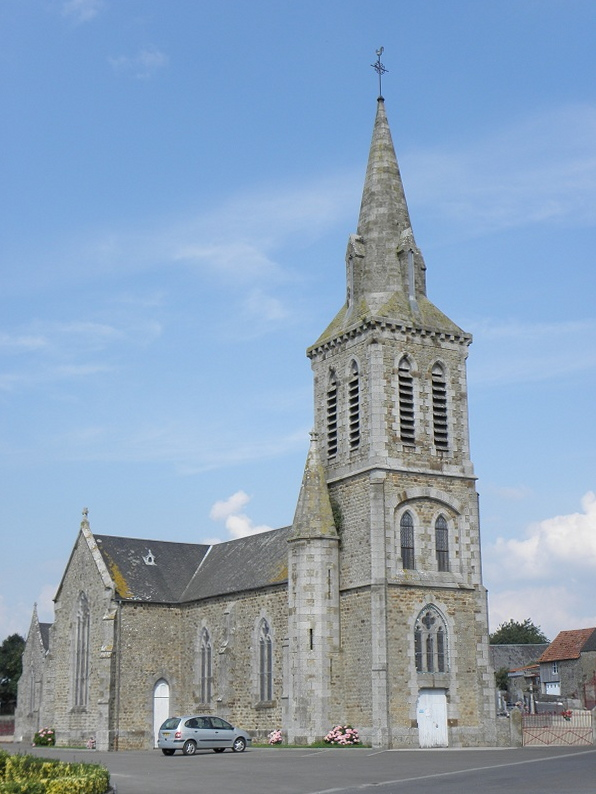
Kirche Saint-Berthevin

- Kirche Saint-Berthevin